# Recuerdos (álbum de Nicki Nicole)
Recuerdos es el primer álbum de estudio de la cantante argentina Nicki Nicole. Fue lanzado el 8 de noviembre de 2019 a través de Dale Play Records. El álbum cuenta con la aparición de artistas como Cazzu y Duki, y con la producción de Bizarrap en el tema «Plegarias».

## Antecedentes
Después del impacto internacional que obtuvo con el productor Bizarrap en su Music Sessions, el cual obtuvo la aprobación por parte de otros artistas del país como Duki, Cazzu, Khea, entre otros. Nicole confirmó el 5 de noviembre de 2019 la existencia del álbum en una historia de Instagram.

## Portada
La portada de Recuerdos fue revelada por Nicki mediante redes sociales el 5 de noviembre de 2019. En noviembre de 2019, Nicole habló sobre la portada y el título del álbum diciendo: «Recuerdos. En lo personal: basado en cada sensación y fase del amor en cualquier aspecto sentido. Cada animo que sostengo: donde nací, donde soñé, donde sufrí, donde aprendí, donde creí, donde la realidad me golpeó duro y crecí a recuerdos que jamás se olvidan.»

## Promoción

### Sencillos
El 26 de abril de 2019, Nicole lanzó el primer sencillo del álbum, «Wapo Traketero», el video musical de la canción fue dirigido por Cecilia Sarmiento. Después del lanzamiento de la Music Sessions con el productor Bizarrap, Nicole confirmó en Twitter que lanzaría una nueva canción el día 23 de agosto de 2019. 
«Años luz» fue lanzada como el segundo sencillo el 23 de agosto, su video musical logró llegar a la cima de YouTube Argentina marcando tendencia y logró ingresar en el top 40 de la lista Argentina Hot 100.
El 9 de octubre de 2019, Nicole lanzó la canción «Fucking Diablo» como tercer sencillo, este logró debutar también en el top 40 del Argentina Hot 100.
El 8 de noviembre de 2019, lanzó «Diva» como el cuarto sencillo en conjunto con el álbum. El vídeo fue dirigido por el reconocido director argentino Facundo Ballve con la producción de Anestesia Audiovisual.

## Lista de canciones
| N.º   | Título                    | Escritor(es)                                         | Productor(es)                                   | Duración |  |
| 1.    | «7 Lunas»                 | Nicole Cucco, Mauro De Tommaso                       | Mauro De Tommaso                                | 3:27     |  |
| 2.    | «Cómo dímelo» (con Cazzu) | Julieta Cazzucheli, Nicole Cucco, Gonzalo Ferreyra   | Mauro De Tommaso                                | 3:20     |  |
| 3.    | «Nos encontramos»         | Nicole Cucco, Gonzalo Ferreyra                       | Mauro De Tommaso, Gonzalo Ferreyra, Nico Cotton | 2:37     |  |
| 4.    | «Tras vos»                | Nicole Cucco, Mauro De Tommaso                       | Mauro De Tommaso, Nico Cotton                   | 2:50     |  |
| 5.    | «Diva»                    | Nicole Cucco, Mauro De Tommaso                       | Mauro De Tommaso, Nico Cotton                   | 3:20     |  |
| 6.    | «Shorty» (con Duki)       | Mauro Ezequiel Lombardo, Nicole Cucco, Roque Ferrari | OroDembow                                       | 3:25     |  |
| 7.    | «Recuerdos»               | Nicole Cucco, Mauro De Tommaso                       | Mauro De Tommaso, Nico Cotton                   | 2:50     |  |
| 8.    | «Me gusta»                | Nicole Cucco, Gonzalo Ferreyra                       | Mauro De Tommaso, Nico Cotton, Gonzalo Ferreyra | 3:08     |  |
| 9.    | «Plegarias»               | Gonzalo Julián Conde, Nicole Cucco                   | Bizarrap                                        | 3:18     |  |
| 10.   | «Wapo Traketero»          | Nicole Cucco                                         | Gonzalo Javier Ferreyra                         | 3:01     |  |
| 11.   | «Años luz»                | Nicole Cucco                                         | Gonzalo Ferreyra                                | 3:13     |  |
| 12.   | «Fucking Diablo»          | Nicole Cucco                                         | Mauro De Tommaso, Gonzalo Ferreyra, Nico Cotton | 2:24     |  |
| 36:00 |                           |                                                      |                                                 |          |  |

## Historial de lanzamiento
| Región  | Fecha                  | Formato                     | Discográfica      | Ref.         |
| ------- | ---------------------- | --------------------------- | ----------------- | ------------ |
| Mundial | 8 de noviembre de 2019 | Descarga digital, Streaming | Dale Play Records | [ 11 ] [ 4 ] |